# Жоао Суарес (тенісист)
Жоао Суарес (порт. João Soares; нар. 25 квітня 1951) — колишній бразильський тенісист.
Найвищу одиночну позицію світового рейтингу — 74 місце досяг 1982.08.09, парну — 49 місце — 1980.04.28 року.
Здобув 3 парні титули.
Найвищим досягненням на турнірах Великого шолома був чвертьфінал в парному розряді.

## Фінали за кар'єру

### Парний розряд (3–4)
| Результат | Ранг | Дата | Турнір                               | Покриття | Партнер         | Суперники                        | Рахунок        |
| --------- | ---- | ---- | ------------------------------------ | -------- | --------------- | -------------------------------- | -------------- |
| Поразка   | 1.   | 1979 | Буенос-Айрес, Аргентина              | Ґрунт    | Маркос Хосевар  | Томаш Шмід Шервуд Стюарт         | 1–6, 5–7       |
| Поразка   | 2.   | 1980 | Сантьяго, Чилі                       | Ґрунт    | Карлус Кірмайр  | Белус Прахокс Рікардо Ікаса      | 6–4, 6–7, 4–6  |
| Перемога  | 1.   | 1981 | Буенос-Айрес, Аргентина              | Ґрунт    | Маркос Хосевар  | Хайме Фійоль Альваро Фільйоль    | 7–6, 6–7, 6–4  |
| Перемога  | 2.   | 1982 | Ітапаріка (острів), Бразилія         | Килим    | Жівалдо Барбоза | Томас Кош Жузе Шмідт             | 7–6, 2–1, ret. |
| Перемога  | 3.   | 1983 | Баїя, Бразилія                       | Тверде   | Жівалдо Барбоза | Рікардо Кано Томас Кош           |                |
| Поразка   | 3.   | 1984 | Гштад, Швейцарія                     | Ґрунт    | Жівалдо Барбоза | Гайнц Ґюнтгардт Маркус Ґюнтгардт | 4–6, 6–3, 6–7  |
| Поразка   | 4.   | 1985 | Stuttgart Outdoor, Західна Німеччина | Ґрунт    | Енді Колберг    | Іван Лендл Томаш Шмід            | 6–3, 4–6, 2–6  |